# Raphia hybris
Raphia hybris là một loài bướm đêm trong họ Noctuidae.

## Hình ảnh

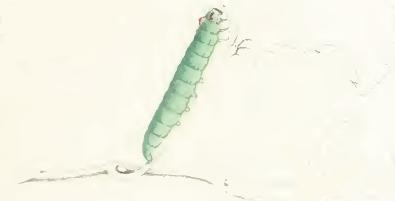